# Denemarken op het Eurovisiesongfestival 1991
Denemarken werd op het Eurovisiesongfestival 1991 in Rome vertegenwoordigd door de zanger Anders Frandsen met het lied Lige der hvor hjertet slår. Het was de vierentwintigste deelname van Denemarken aan het songfestival.

## Finale
De Dansk Melodi Grand Prix, gehouden in de Music Hall in Aarhus, werd gepresenteerd door Camilla Miehe-Renard en Mek Pek. Tien artiesten namen deel aan deze finale. De winnaar werd gekozen door televoting. In de eerste ronde vielen de 5 laagst geklasseerde artiesten af waarna in de tweede ronde de winnaar aangeduid werd.

| Volgorde | Artiest                          | Lied                            | Punten | Plaats |
| -------- | -------------------------------- | ------------------------------- | ------ | ------ |
| 1        | Birthe Kjær                      | "Din musik - min musik"         | 2411   | 3      |
| 2        | Lise Dandanell & Lars Berthelsen | "Casanova"                      | -      | -      |
| 3        | Lars Nielsen                     | "King Kong Baby"                | -      | -      |
| 4        | Anders Frandsen                  | "Lige der hvor hjertet slår"    | 3819   | 1      |
| 5        | Käte Sievert & Per Damgaard      | "Var der ellers noget du ville" | -      | -      |
| 6        | Helle Børgensen                  | "Afrodite af i dag"             | -      | -      |
| 7        | Pernilla Petersen                | "Casino"                        | 1398   | 5      |
| 8        | The Boys                         | "Vinder hvisker"                | -      | -      |
| 9        | Annette Heick & Egil Eldøen      | "Du er musikken i mit liv"      | 1402   | 4      |
| 10       | Ole Bredahl & Ulla Bjerre        | "Med exprestog til Kina"        | 3099   | 2      |

## In Rome
Denemarken moest tijdens het festival aantreden als 13de, na Portugal en voor Noorwegen. Aan het einde van de puntentelling bleek dat Frandsen op een 19de plaats was geëindigd met 8 punten.
Dit was tot dan toe de slechtste prestatie van Denemarken op het Eurovisiesongfestival.
België gaf geen punten aan deze inzending en Nederland deed niet mee in 1991.

### Gekregen punten

#### Finale
| 12 punten   | 10 punten | 8 punten | 7 punten | 6 punten |
| ----------- | --------- | -------- | -------- | -------- |
|             |           |          |          |          |
| 5 punten    | 4 punten  | 3 punten | 2 punten | 1 punt   |
| - Noorwegen |           | - Zweden |          |          |

### Punten gegeven door Denemarken

#### Finale
Punten gegeven in de finale:
| 12 punten | Zweden              |
| 10 punten | Israël              |
| 8 punten  | Turkije             |
| 7 punten  | Ierland             |
| 6 punten  | Duitsland           |
| 5 punten  | Zwitserland         |
| 4 punten  | Luxemburg           |
| 3 punten  | Verenigd Koninkrijk |
| 2 punten  | Noorwegen           |
| 1 punt    | Portugal            |

1957 · 1958 · 1959 · 1960 · 1961 · 1962 · 1963 · 1964 · 1965 · 1966 · 1967-1977 · 1978 · 1979 · 1980 · 1981 · 1982 · 1983 · 1984 · 1985 · 1986 · 1987 · 1988 · 1989 · 1990 · 1991 · 1992 · 1993 · 1994 · 1995 · 1996 · 1997 · 1998 · 1999 · 2000 · 2001 · 2002 · 2003 · 2004 · 2005 · 2006 · 2007 · 2008 · 2009 · 2010 · 2011 · 2012 · 2013 · 2014 · 2015 · 2016 · 2017 · 2018 · 2019 · 2020 · 2021 · 2022 · 2023 · 2024 · 2025